# 川野一宇
川野 一宇（かわの かずいえ、1943年4月4日 - ）は、日本放送協会（NHK）の元アナウンサー。

## 人物
千代田区立麹町中学校、東京都立八潮高等学校を経て東京大学卒業後、1967年入局。初任地は佐賀。フリーアナウンサーの草野仁はNHKと大学の同期。
2008年4月に65歳となり、年齢規定でNHK本体との雇用関係が終了。“シニアスタッフ”（嘱託職員）として、番組出演契約の形で引き続きラジオの番組に出演しているほか、一時日本語センターにも籍を置いて指導業務などを行っていた。
毎月1日（1月に限り4日）の11:59 - 12:00に総合テレビ、ラジオ第1、FM放送で流れる緊急警報放送試験放送のアナウンスを担当。2018年3月まで20年以上にわたって使用され、彼の若々しい声を聞くことができた。
2014年12月以降は脳梗塞にかかり、休演していたが、2015年3月から復帰した。

## 現在の担当番組
- ラジオ深夜便「絶望名言」（2017年度 - )（偶数月第4日曜日深夜）
- ラジオニュース

## 過去の担当番組
- お母さんの勉強室
- 午後のロータリー
- 訪問インタビュー
- 連想ゲーム　1978.4-1981.3
- 趣味悠々「茶の湯」
- イブニングネットワークみやぎ　1988.4-数年
- NHKニュースワイドみやぎ
- 知っとぉ?ふくおか　[1]
- ラジオ深夜便（アンカー）（2000年4月 - 2017年3月）（第1・第3水曜〜翌木曜、2014年10月までは第5水曜〜翌木曜も担当）

※「放送100年企画　深夜便と歩み続けて」（2025年3月22日放送）に元アンカーとして遠藤ふき子とともに出演

## 著書
- 「ステラMOOK・ラジオ深夜便 歴史に親しむ 特選集」（2011年・NHKサービスセンター）

※同名アンカーコーナーの書籍化。放送開始から10年以上にわたるシリーズの中から、特に聴取者の反響が大きかった12のエピソードを厳選し書籍化。